# Brent Seabrook
Brent Seabrook (* 20. April 1985 in Richmond, British Columbia) ist ein ehemaliger kanadischer Eishockeyspieler. Der Verteidiger verbrachte seine gesamte Profikarriere bei den Chicago Blackhawks, für die er zwischen 2005 und 2020 über 1100 Partien in der National Hockey League (NHL) bestritt. Mit dem Team, das ihn im NHL Entry Draft 2003 an 14. Position ausgewählt hatte, gewann er in den Jahren 2010, 2013 und 2015 insgesamt dreimal den Stanley Cup. Darüber hinaus wurde er mit der kanadischen Nationalmannschaft bei den Winterspielen 2010 Olympiasieger.

## Karriere

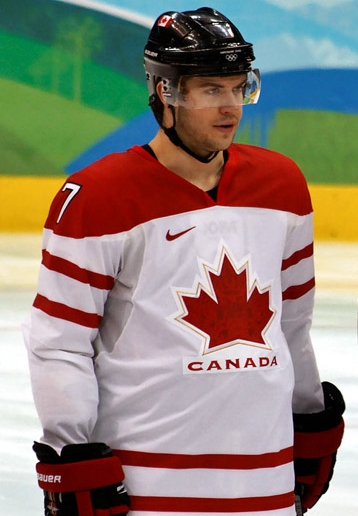
Seabrook im Trikot der kanadischen Nationalmannschaft

Der 1,91 m große Verteidiger begann seine Karriere in der kanadischen Juniorenliga Western Hockey League bei den Lethbridge Hurricanes, bevor er beim NHL Entry Draft 2003 als 14. in der ersten Runde von den Blackhawks ausgewählt wurde. Insgesamt verbrachte der Verteidiger vier Spielzeiten bis zum Frühjahr 2005 bei den Hurricanes.
Zum Ende der Saison 2004/05 kam der Rechtsschütze neunmal bei Chicagos Farmteam, den Norfolk Admirals, in der American Hockey League zum Einsatz. Seine ersten NHL-Spiele absolvierte Seabrook dann in der Spielzeit 2005/06. 2007 wurde Brent Seabrook für das im Rahmenprogramm des NHL All-Star Game stattfindende YoungStars-Game nominiert, bei dem er in der Startformation des Teams der Western Conference auflief. In den Jahren 2010, 2013 und 2015 gewann er mit Chicago den Stanley Cup. Im September 2015 unterzeichnete der Verteidiger einen neuen Vertrag mit acht Jahren Laufzeit bei den Blackhawks, der ihm Medienberichten zufolge 55 Millionen Dollar einbringen wird.
Im März 2018 absolvierte Seabrook für die Blackhawks sein 1000. Spiel in der regulären Saison der NHL. Im Dezember 2019 fiel er verletzungsbedingt aus und unterzog sich in der Folge mehrerer Operationen an Schulter und Hüfte. Eine Rückkehr aufs Eis wurde in der Folge zunehmend unwahrscheinlich, bis der Kanadier letztlich im März 2021 das offizielle Ende seiner aktiven Laufbahn verkündete. Dennoch wurde sein weiterhin gültiger Vertrag im Juli 2021 im Tausch für Tyler Johnson und ein Zweitrunden-Wahlrecht im NHL Entry Draft 2023 an den amtierenden Stanley-Cup-Sieger Tampa Bay Lightning abgetreten. Insgesamt hatte er in der NHL 1114 Spiele für Chicago bestritten und dabei 464 Scorerpunkte verzeichnet, wobei er zu diesem Zeitpunkt in puncto absolvierte Partien in der Geschichte der Blackhawks nur von Stan Mikita (1396) und seinem langjährigen Mannschaftskollegen Duncan Keith übertroffen wurde.

### International
Bei der U20-Junioren-Weltmeisterschaft 2004 gewann Seabrook mit dem kanadischen Team die Silbermedaille, bei der U20-Junioren-Weltmeisterschaft 2005 reichte es sogar für Gold, ebenso wie bereits bei der U18-Junioren-Weltmeisterschaft 2003. Des Weiteren stand er im Kader der kanadischen Eishockeynationalmannschaft für die Weltmeisterschaft 2006, bei der die Kanadier den vierten Platz belegten.
Den Höhepunkt seiner bisherigen internationalen Karriere feierte er bei den Olympischen Winterspielen 2010 in Vancouver. Zunächst wurde er überraschend in den Kader der Kanadier berufen und gewann am Ende des Turniers die Goldmedaille.

## Erfolge und Auszeichnungen
| - 2003 Teilnahme am CHL Top Prospects Game - 2005 WHL East Second All-Star-Team - 2007 Teilnahme am NHL YoungStars Game - 2010 Stanley-Cup-Gewinn mit den Chicago Blackhawks | - 2013 Stanley-Cup-Gewinn mit den Chicago Blackhawks - 2015 Teilnahme am NHL All-Star Game - 2015 Stanley-Cup-Gewinn mit den Chicago Blackhawks |

### International
| - 2002 Silbermedaille bei der World U-17 Hockey Challenge - 2003 Goldmedaille bei der U18-Junioren-Weltmeisterschaft - 2003 Bester Verteidiger der U18-Junioren-Weltmeisterschaft - 2003 All-Star-Team der U18-Junioren-Weltmeisterschaft | - 2004 Silbermedaille bei der U20-Junioren-Weltmeisterschaft - 2005 Goldmedaille bei der U20-Junioren-Weltmeisterschaft - 2010 Goldmedaille bei den Olympischen Winterspielen |

## Karrierestatistik

### International
Vertrat Kanada bei:
| - World U-17 Hockey Challenge 2002 - U18-Junioren-Weltmeisterschaft 2003 - U20-Junioren-Weltmeisterschaft 2004 | - U20-Junioren-Weltmeisterschaft 2005 - Weltmeisterschaft 2006 - Olympischen Winterspielen 2010 |

(Legende zur Spielerstatistik: Sp oder GP = absolvierte Spiele; T oder G = erzielte Tore; V oder A = erzielte Assists; Pkt oder Pts = erzielte Scorerpunkte; SM oder PIM = erhaltene Strafminuten; +/− = Plus/Minus-Bilanz; PP = erzielte Überzahltore; SH = erzielte Unterzahltore; GW = erzielte Siegtore; 1 Play-downs/Relegation; Kursiv: Statistik nicht vollständig)